# 毛里西奥龙属
毛里西奥龙（学名：Mauriciosaurus，意为“毛里西奥［费尔南德斯·加萨］的蜥蜴”）是双臼椎龙科蛇颈龙已灭绝的一个属，生存于晚白垩世的墨西哥新莱昂州。属下包括单一物种费氏毛里西奥龙（M. fernandezi，亦命名自费尔南德斯·加萨），由埃伯哈德·弗雷等人于2017年根据一件保存完好、长约1.9（6英尺3英寸）的标本所描述。其形态整体上最类似双臼椎龙科双臼椎龙亚科的三尖股龙和长喙龙，但亦有几项特征将其与所有其它双臼椎龙科区分开来，从而为新属的命名提供依据，包括腭部副蝶骨底面嵴的复杂模式、喙骨表面缺乏孔洞及此前仅见于非双臼椎龙科浅隐龙的极为独特的腹肋骨排列方式。